# ハ・ジョンホ
ハ・ジョンホ（2000年7月21日 - ）は、韓国出身のプロアイスホッケー選手。ポジションはゴールテンダー。アジアリーグアイスホッケーのHLアニャンに所属。

## 経歴
高麗大学出身。2024年6月24日にアジアリーグアイスホッケーのHLアニャンへ移籍した。

## 詳細情報

### 代表歴
- 2024 IIHF 男子世界選手権 ディビジョンI グループA 韓国代表